# 하세가와 마치코
하세가와 마치코(일본어: 長谷川 町子, はせがわ まちこ, 1920년 1월 30일 ~ 1992년 5월 27일)는 일본의 만화가이다. 일본 최초의 여성 프로 만화가로 알려져 있으며 대표작으로 《사자에상》, 《심술쟁이 할머니》 등이 있으며 출판사인 자매사(姉妹社)를 설립하기도 했다.
이 공로로 1990년 일본 황실에서 보관장 4등급을 수훈했으며 다음 해 제20회 일본 만화가 협회상에서 문부과학대신상을 받았다.
1992년 5월 27일 심장 마비로 사망했으며 같은 해 7월 가족 만화를 통해 전후 일본 사회에 윤택함과 평온함을 주었다며 국민영예상을 수상했다.